# Armorial des familles du Rouergue
- Il y a un (des) conflit(s) entre une figure et son blasonnement.
- certaines figures sont encore dans un format bitmap et doivent être vectorisées.

L'Armorial du Rouergue suivi de cet Armorial des familles du Rouergue présente les armoiries des familles du Rouergue, nobles ou non, classées par ordre alphabétique, sans tenir compte de la chronologie.

## A
- Haut – A
- B
- C
- D
- E
- F
- G
- H
- I
- J
- K
- L
- M
- N
- O
- P
- Q
- R
- S
- T
- U
- V
- W
- X
- Y
- Z

| Image | Nom de la famille et blasonnement et devise |
| ----- | --- |
|       | Famille d'Adhémar ou Azémar D'or, à trois bandes d'azur. - Devise : « Plus d'honneur que d'honneurs » |
|       | Famille d'Adhémar de Lombers de Villelongue Mi-parti d'azur, semé de fleurs de lys d'or, qui est de France ancien, et de gueules à la croix d'or, vidée, cléchée et pommetée d'or, qui est de Toulouse, et sur le tout d'or à trois bandes d'azur. |
|       | Famille d'Albignac D'azur, à trois pommes de pin d'or ; au chef de même., Albignac : Écartelé : aux 1 et 4 d'azur à trois pommes de pin d'or, au chef de même ; aux 2 et 3 de gueules au lion d'or., - Couronne : de marquis - Devise : « Nihil in me, nisi valor », - Support : deux griffons |
|       | Famille Albignac D'or, à deux fasces de gueules, et au lion d'argent, brochant sur le tout. |
|       | Famille d'Arjac D'azur, au pairle d'argent, accompagné en chef d'une molette d'éperon d'or. |
|       | Famille d'Arpajon Armes parlantes (Harpe/Arpajon). De gueules, à la harpe d'or, cordée de même. |
|       | Écartelé : au premier et au quatrième d'azur aux trois fleurs-de-lis d'or et à la bordure du même, au deuxième et au troisième de gueules à la harpe d'or (Arpajon). |
|       | En 1351, le blason des Arpajon (Jean Ier d'Arpajon) se lisait ainsi : Écartelé : aux 1 et 4 d'Arpajon ; aux 2 & 3 de gueules à la croix vidée, cléchée et pommetée d'or, qui est de Toulouse-Lautrec., |
|       | En 1516, le blason des Arpajon (Jean Ier d'Arpajon) se lisait ainsi : Écartelé : au 1 de Toulouse-Lautrec ; aux 2 & 3 de Sévérac ; au 4 d'Arpajon avec la légende : quidquid agas, prudenter agas., - Légende : quidquid agas, prudenter agas. |
|       | En 1522, le blason des Arpajon se lisait ainsi : Écartelé : au 1 de Toulouse-Lautrec ; au 2 de Sévérac ; au 3 d'Arpajon ; au 4 de Bourbon-Roussillon., - Couronne "de marquis". Écartelé : au 1er de gueules à la croix cléchée, vidée et pommetée de douze pièces d'or, au 2e d'argent aux quatre pals de gueules, au 3e de gueules à la harpe d'or, au 4e d'azur aux trois fleurs-de-lis d'or, l'écu brisé d'un bâton noueux de gueules en barre brochant sur le tout. |
|       | En 1645, le blason des Arpajon se lisait ainsi : Écartelé : au 1 de Toulouse ; au 2 de Sévérac (d'argent, à quatre pals de gueules) ; au 3 d'Arpajon ; au 4 de Bourbon-Roussillon (d'azur, à 3 fleurs-de-lis d'or posées 2 et 1, l'écu brisé d'un bâton noueux de gueules en barre brochant sur le tout). Brochant sur le tout les armes de la religion qui sont de gueules à la croix d'argent de l'Ordre de Malte; la croix depuis le 30/5/1645., - La croix de MALTE après 1645. - Couronne "de duc" Duc et pair. - Famille éteinte. - Arpajon : duché-pairie en 1650 érigé sur la localité de Sévérac-le-Château (département de l'Aveyron, province de Rouergue) pour Louis d'Arpajon (1590-1679). Titre éteint en 1679 avec le 1er. |
|       | Famille d'Astugue Écartelé : aux 1 et 4 d'or, à trois pals de gueules ; aux 2 et 3 d'argent, à la hache de sable. |
|       | Famille d'Aurelle de Paladines Parti : au 1, d'azur à trois chevrons d'or, au chef d'argent chargé de cinq mouchetures d'hermine de sable ; au 2, d'azur à deux besants d'or rangés en fasce, accompagnés en chef de deux étoiles et en pointe d'une coquille, le tout d'argent., |
|       | Famille d'Aurillac ou Orlhac D'azur, à la bande d'or, aux six coquilles d'argent brochantes posées en orle. |
|       | Famille Azémar de Panat D'or, à trois fasces de gueules. |

## B
- Haut – A
- B
- C
- D
- E
- F
- G
- H
- I
- J
- K
- L
- M
- N
- O
- P
- Q
- R
- S
- T
- U
- V
- W
- X
- Y
- Z

| Image | Nom de la famille, blasonnement et devise |
| ----- | --- |
|       | Famille de Balaguier D'or, à trois fasces de gueules ; à la bordure d'azur (brisure de Balaguier-Montsalès). |
|       | Famille de Balaguier-Montsalès D'or, à trois fasces de gueules., |
|       | Famille de Balsac (de Firmi) - Balsac (de Vialatelle) De gueules, au pal d'or, chargé d'une plante de baume de sinople. Différences entre dessin et blasonnement : Sur le dessin, c'est un chardon qui est représenté !!. |
|       | Famille de Balzac, Sgrs de Gleiseneuve D'azur, à trois flanchis d'argent, au chef d'or, chargé de trois flanchis d'azur. |
|       | Famille de Bar D'argent, à deux fasces de gueules. |
|       | Famille de Barasc dit Barrasc, Sgrs de La Roquette Coupé : au 1 d'azur, au lion léopardé d'argent ; au 2 d'or, à la vache de gueules. - Origine : Quercy. |
|       | Famille de Barrau (Carcenac, Aveyron) D'argent, au chevron d'azur, accompagné en pointe d'un lion de gueules rampant ; au chef d'azur chargé d'un croissant d'argent accosté de deux étoiles du même., |
|       | Famille de Barrau de Muratel Armes parlantes (Le barré rappelle le nom de la famille). Barré d'argent et de pourpre., Barré d'argent et de pourpre ; au chef de gueules, chargé de trois étoiles d'or. |
|       | Famille de Barre Armes parlantes. D'azur, à la barre d'hermine. |
|       | Famille de Barre Armes parlantes. D'hermine, à la barre de gueules. |
|       | Famille de Bégon D'azur, à trois roues d'or ; au chef d'argent, chargé d'un lion passant de gueules. |
|       | Famille de Bénavent D'argent, à trois bandes de gueules, à un chef d'azur chargé d'un lambel d'or., |
|       | Famille de Rodez-Bénavent Cette maison écartèle, depuis 1784, au 1 et 4 de gueules au lion d'or, qui est de Rodez ; au 2 et 3 d'argent à trois bandes de gueules, au chef d'azur chargé d'un lambel d'or, qui est de Bénavent., |
|       | Famille de Bérail, Coupé-émanché d'argent et de gueules. |
|       | Famille de Bérenger de Malemort Contre-coticé d'or et d'azur. |
|       | Famille de Bernard De sable, à la croisette d'argent en abîme, accompagnée de trois autres croisettes d'or, deux en chef, une en pointe. Armorial général du Languedoc, dressé par Charles d'Hozier *Vol. 15 : Languedoc, deuxième partie [archive] (généralité de Toulouse : Languedoc et Roussillon)page 1495 |
|       | Famille de Bertin D'azur, au château à trois tours d'argent, maçonné de sable. |
|       | Famille de Bessuéjouls D'argent, à l'arbre terrassé de sinople, soutenu de deux lionceaux de gueules., D'or, à l'arbre de sinople posé sur une terrasse du même, et soutenu par deux lions affrontés de gueules.[réf. nécessaire] |
|       | Famille de Bessuéjouls-Roquelaure Écartelé : aux 1 et 4 d'or, à l'arbre de sinople posé sur une terrasse du même, et soutenu par deux lions affrontés de gueules, qui est de Bessuéjouls ; aux 2 et 3 d'azur, à trois rocs d'échiquier d'argent, deux et un, qui est de Roquelore., |
|       | Famille de Beynac de La Valade Burelé d'or et de gueules. |
|       | Famille de Blanc Armes parlantes. D'argent, à la bordure d'hermine. |
|       | Famille de Blanc de Guizard Écartelé : aux 1 et 4, d'azur au griffon d'or rampant ; au 2 ,de gueules au chariot d'or ; au 3, d'azur à six cotices d'or. L'écu surmonté d'un casque grillé. |
|       | Famille de Blanquefort Contrefascé, d'or et de gueules de quatre pièces. |
|       | Famille de Bonald Écartelé : aux 1 et 4 d'azur, à l'aigle d'or ; aux 2 et 3 d'or, au griffon de gueules. |
|       | Famille de Bonne De gueules, au lion d'or ; au chef cousu d'azur, chargé de trois roses d'argent. - Devise : « Gradiendo robore floret » |
|       | Famille de Bonnefous D'azur, à trois rocs d'échiquier d'argent. |
|       | Famille de Bonnefous de Presque D'azur, à la bande d'or., |
|       | Famille de Bruniquel alias Burniquel Écartelé : aux 1 & 4 de gueules, à la croix vidée cléchée et pommetée d'or qui est de TOULOUSE ; aux 2 & 3 de gueules, à la croix pattée d'argent., - Famille éteinte vers 1700. |
|       | Famille Buisson d'Aussonne Famille Buisson de Beauteville Armes parlantes. D'or, au buisson de sinople. |
|       | Famille Buisson (Du) Armes parlantes. D'or, à l'arbre ou buisson de sinople. - Devise : « Semper virens » |
|       | Famille Buisson 2-2 Armes parlantes. Parti, d"argent et de sinople aux buissons de l'un en l'autre. |
|       | Famille Buisson 3 Armes parlantes. De gueules, à la fasce d'or, chargée d'un buisson de sinople. |
|       | Famille de Buisson de Bournazel D'or, au buisson de sinople, le chef cousu d'argent chargé d'un lion de sable lampassé de gueules issant du buisson. Écartelé : au 1 de gueules, au lion d'or ; au 2 d'azur, à trois coquilles d'argent ; au 3 d'argent, au buisson de sinople ; au 4 d'argent, à trois chevrons de gueules. - Couronne : de marquis. - Marquisat pour la famille "de Buisson de Bournazel". La châtellenie de Bournazel a été érigée en marquisat en faveur de François de Buisson de Bournazel par lettres patentes de 1624, enregistrées par le parlement de Toulouse. Titre éteint en 1843. |
|       | Famille de Busca Guyenne Écartelé : aux 1 et 4 de gueules, à la bande d'or ; aux 2 et 3 de gueules, au lion d'or aussi. |
|       | Famille de Buscarlet De gueules, au bœuf passant d'or, accorné et clariné de sinople. |
|       | Famille de Buscaylet D'azur, à deux lions d'or debout affrontés ; au chef cousu de gueules chargé d'un croissant d'argent accosté de deux étoiles d'or., D'azur, à deux louves d'argent debout affrontées, qui est de Ségur ; au chef cousu de gueules chargé d'un croissant d'argent accosté de deux étoiles d'or. Alias : au chef de gueules chargé d'un croissant d'argent accosté de deux étoiles d'or. |

## C
- Haut – A
- B
- C
- D
- E
- F
- G
- H
- I
- J
- K
- L
- M
- N
- O
- P
- Q
- R
- S
- T
- U
- V
- W
- X
- Y
- Z

| Image                                               | Nom de la famille, blasonnement et devise |
| --------------------------------------------------- | --- |
|                                                     | Famille de Calmont d'Olt et de Colombier D'argent, au lion de sable. - Famille noble éteinte.[réf. nécessaire] |
|                                                     | Famille Cambefort De gueules au lévrier rampant d'argent colleté d'or. De gueules, au lévrier rampant d'argent colleté d'or à la bordure crénelée d'or.[réf. nécessaire] - Couronne : de marquis. - Supports : Deux lévriers. - Devise : Muris et armis[réf. nécessaire] |
|                                                     | Famille Cambefort de Conques D'argent, au pal de sable, accosté de deux tours du même. |
|                                                     | Famille de Canillac (Rouergue et Gévaudan) D'azur, au lévrier rampant d'argent, colleté et onglé de gueules ; à la bordure denticulée d'argent., - Couronne : de marquis. Titre éteint depuis 1725. |
| Cardaillac-Varayre · Cardaillac-Malleville-Privezac | Famille de Cardaillac ou Cardailhac – de Varayre, de Malleville de Privezac (Rouergue et Quercy) De gueules au lion d'argent armé, lampassé, couronné d'or, et un orle de treize besants d'argent. De gueules, au lion armé, lampassé et couronné d'or ; à l'orle de treize besants d'argent., De gueules, au lion couronné d'or ; à treize besants de même, en orle. - Famille noble éteinte. - Devise : Toto noscuntur in orbe qui signifie « Ils sont connus du monde entier ». - Cri : « Cardaillac ! ». - Couronne : de marquis. La seigneurie de Lacapelle fut érigée en marquisat le 15 mai 1645 par le roi Louis XIV. Titre éteint. |
|                                                     | Vicomtes de Carlat (Rouergue et Auvergne) De gueules au lion léopardé d'or. - Famille noble éteinte. |
|                                                     | Famille de Cassagnes de Beaufort ou Cassaignes D'azur, au lion d'or, au bâton (alias cotice, ndlr) de gueules brochant sur le tout. Alias le lion armé et lampassé de gueules. - Devise : Atavis et armis[réf. nécessaire] |
|                                                     | Famille Cassan de Veyrières D'azur au verre sans pied d'argent. |
|                                                     | Famille de Castanet (d'Armagnac de) Écartelé : aux 1 et 4 de gueules, au lévrier d'argent, accolé de gueules, bouclé, cloué d'or accompagné de deux faucons aussi d'argent, le tout entouré d'une bordure crénelée de huit pièces d'or ; aux 2 et 3 d'argent, chargé d'un coticé de pourpre, à la bordure aussi crénelée de six pièces de gueules.[réf. nécessaire] Écartelé : aux 1 et 4, de gueules, au lévrier d'argent accolé de gueules, bouclé et cloué d'or, surmonté de deux oiseaux du même, à la bordure de huit créneaux d'or ; aux 2 et 3, d'argent, à la bande d'azur, à la bordure componnée d'argent et de gueules. Armagnac de Castanet : Armes anciennes Écartelé : aux 1 et 4 de gueules au lévrier d'argent colleté du champ, bouclé et cloué d'or, surmonté de deux faucons d'argent, à la bordure crénelée de huit pièces aussi d'argent ; aux 2 et 3 d'argent à la cotice de pourpre, à la bordure crénelée de gueules de six pièces de gueules. |
|                                                     | Famille de Castelnau de Lévézou D'azur, aux trois rocs d'échiquier d'argent à la bordure engrelée du même.[réf. nécessaire] |
|                                                     | Famille de Castelpers et Castelpers-Panat D'argent, au château de sable, sommé de trois tours du même. D'argent, au château de trois tours de sable. |
|                                                     | Famille de Caumont La Force D'azur, à trois léopards d'or l'un sur l'autre, lampassés, armés et couronnés de gueules. Alias : D'azur, à trois léopards d'or l'un sur l'autre. - Cri : Ferme, la force. |
|                                                     | Famille de Cavalerie De sable, à la main senestre d'argent mouvante, de la dextre de l'écu tenant une girouette découpée et ondée d'argent; le chef d'argent chargé de trois étoiles d'azur; parti d'or au vaisseau de sable sur une mer d'azur; le chef cousu d'argent, chargé de trois étoiles d'azur. |
|                                                     | Famille de Caylus D'azur, aux deux lions d'or ou d'argent affrontés soutenant une flamme de gueules., |
|                                                     | Famille de Caylus D'or au lion de gueules et un orle de seize billettes du même. Alias un léopard lionné. Alias un orle de seize étoiles., |
|                                                     | Famille (de) Cazals De gueules, à la maison carrée, crénelée d'argent, maçonnée de sable et sommée d'une croix pattée d'or. |
|                                                     | Famille de Chabbert D'argent à la montagne de sinople, le chef d'azur chargé d'un croissant d'argent, accosté de deux étoiles de même. |
|                                                     | Famille de Chabbert Écartelé : aux 1 et 4 d'or, à une croisette pattée de gueules ; aux 2 et 3 d'argent, à trois fasces ondées et engrêlées de gueules.[réf. nécessaire] |
|                                                     | Famille de Chapelain D'argent, au lévrier rampant de sable, au chef du même.[réf. nécessaire] D'argent, au lévrier rampant de sable, au chef d'azur. |
|                                                     | Famille Clausel de Coussergues Parti : au 1, d'azur à un lion rampant d'argent accompagné à dextre de deux clefs d'or en sautoir, au chef d'or chargé de trois étoiles d'argent., Différences entre dessin et blasonnement. Parti : au 1, d'azur à un lion rampant d'argent accompagné à dextre de deux clefs d'or en sautoir, au chef d'or chargé de trois étoiles [d'azur], qui est Clausel ; au 2, de gueules à la tour crénelée d'argent, qui est Rey de Salacroup., Différences entre dessin et blasonnement. |
|                                                     | Famille de Clermont-Lodève Fascé : d'or et de gueules, de six pièces et un chef d'hermines. |
|                                                     | Famille de Colomb Armes parlantes. De gueules, à trois colombes d'argent., |
|                                                     | Famille de Colombier Armes parlantes. D'azur, à trois colombes d'argent., |
|                                                     | Famille de Colonges ou Collonges De sable à trois bandes d'or, au lion couronné du même, brochant sur le tout ; au chef cousu d'azur, chargé de trois étoiles d'or., De sinople, à trois colonnes en pal d'or. |
|                                                     | Famille de La Combe Parti d'or et de gueules, au lion naissant de l'un en l'autre., |
|                                                     | Famille de Comborn D'argent, au lion de gueules, lampassé, armé de sable et couronné d'azur. |
|                                                     | Famille de Combret D'azur, au lion léopardé d'or.[réf. nécessaire] |
|                                                     | Famille de Coste De gueules, au lion d'argent, accosté de deux trèfles du mesme. De sable, à l'épée d'argent mise en pal, accostée de deux fleurs-de-lis-d'or. |
|                                                     | Famille de Crespon (Rouergue et Normandie) De sinople au lion d'or, le chef cousu de gueules, chargé de trois étoiles d'argent. |
|                                                     | Famille de Cruzy D'azur, à trois roses d'argent. |
|                                                     | Famille de Cruzy de Marcillac Ecartelé : aux 1 et 4 d'azur, à trois roses d'argent qui est de Cruzy ; aux 2 et 3 d'or, à trois fasces de gueules qui est de Goth. - Devise : Nunquam marcessent. - Origine : Guienne. - Couronne : de marquis, titre de courtoisie. |
|                                                     | Famille de Curières de Castelnau D'azur au lévrier courant d'argent, colleté d'or. |
|                                                     | Famille de Curières de Castelnau Écartelé : aux 1 et 4 d'azur au lévrier (courant) d'argent colleté d'or ; aux 2 et 3 de gueules, à trois molettes d'éperon d'or., Différences entre dessin et blasonnement : Le lévrier devrait être représenté courant, le collier bouclé. * Devise : Currens post gloriam semper. |

## D
- Haut – A
- B
- C
- D
- E
- F
- G
- H
- I
- J
- K
- L
- M
- N
- O
- P
- Q
- R
- S
- T
- U
- V
- W
- X
- Y
- Z

| Image | Nom de la famille, blasonnement et devise |
| ----- | --- |
|       | Famille Dardenne D'azur, à trois flèches (ou dards) d'or, empoignées de gueules, la pointe en bas, au chef cousu de gueules, chargé d'un croissant et de deux étoiles d'argent. Armes parlantes. |
|       | Delpuech de Cagnac (Languedoc, Rouergue) De gueules, au lion d'argent. |
|       | Delpuech de Frayssinet (Quercy, Rouergue) De sable, au lion d'or, et une épée de gueules, posée en pal, brochant sur le tout. |
|       | Delpuech ou Del Pech(Quercy, Rouergue) De sable, à l'aigle d'or, et à l'épée de gueules brochant sur le tout. |
|       | Famille Du Cros D'azur, au lion couronné d'or. |
|       | Famille de Dumas (Gévaudan, Rouergue) D'azur, au chevron d'argent accompagné en chef de deux étoiles et en pointe d'un croissant du même. |
|       | Famille Durand (Languedoc, Rouergue) D'or, à une bande d'azur. |
|       | Famille Durand de Bonne (Languedoc, Rouergue) Écartelé : aux 1 et 4 d'or, à une bande d'azur qui est de Durand ; aux 2 et 3 de gueules, au lion d'or, au chef cousu d'azur chargé de trois roses d'argent qui est de Bonne. - Supports : deux lions. - Couronne : de marquis, titre de courtoisie. - Famille noble éteinte. |

## E
- Haut – A
- B
- C
- D
- E
- F
- G
- H
- I
- J
- K
- L
- M
- N
- O
- P
- Q
- R
- S
- T
- U
- V
- W
- X
- Y
- Z

| Image | Nom de la famille, blasonnement et devise |
| ----- | --- |
|       | Famille d'Estaing D'azur, à trois fleurs de lys d'or, qui est de France ; au chef aussi d'or. - Couronne : de comte. - Famille noble éteinte. |

## F
- Haut – A
- B
- C
- D
- E
- F
- G
- H
- I
- J
- K
- L
- M
- N
- O
- P
- Q
- R
- S
- T
- U
- V
- W
- X
- Y
- Z

| Image | Nom de la famille, blasonnement et devise |
| ----- | --- |
|       | Famille de Faramond ou Framond, Faramont De gueules, au lion d'or, armé et lampassé du même ; au chef cousu d'azur chargé de trois étoiles d'or., |
|       | Famille de Faudoas D'azur, à une croix d'or. - Origine : Guyenne. |
|       | Famille de Flavin D'azur, à trois soleils d'or. |
|       | Famille de Fontanges et Fontanges de Panat De gueules, au chef d'or, chargé de trois fleurs de lys d'azur., - Devise : « Tout ainsi Fontanges » |
|       | Famille de Frézal ou Frézals D'azur, à trois jalousies d'argent posées en pal et rangées sur une fasce.[réf. nécessaire] D'azur, à trois jalousies d'argent posées en pal bien ordonnés sur une fasce.[réf. nécessaire] - Origine : Auvergne, Rouergue.[réf. nécessaire] |

## G
- Haut – A
- B
- C
- D
- E
- F
- G
- H
- I
- J
- K
- L
- M
- N
- O
- P
- Q
- R
- S
- T
- U
- V
- W
- X
- Y
- Z

| Image | Nom de la famille, blasonnement et devise |
| ----- | --- |
|       | Famille de Gaillardy D'or, au turban de sinople. page 578 |
|       | Famille de Gamache De gueules, à deux étoiles d'argent en chef accompagnées d'un croissant du mesme en pointe.[réf. nécessaire] - Origine : Rouergue, Auvergne. |
|       | Famille de Gaston de Pollier D'argent, à trois fasces de gueules accompagnées en pointe d'une corneille de sable, au chef d'azur chargé de trois étoiles d'argent. - Couronne : de comte, titre de courtoisie. |
|       | Famille de Gausserand Écartelé : aux 1er et 4e de gueules à trois bandes d'or ; aux 2e et 3e d'azur, à trois rocs d'échiquier d'or. (Nob d'Auvergne) Différences entre dessin et blasonnement : Aux 1 et 4 : trois bandes et non trois pals. |
|       | Famille de Gauthier de Savignac Écartelé : aux 1 et 4 d'azur, au château de trois tours d'argent carrées, celle du milieu plus exhaussée, coulissée d'un avant-mur, avec un portail fermé et accosté d'une fenêtre croisière à dextre, et d'une demie fenêtre croisée à senestre, le tout maçonné de sable, qui est de NAJAC ; aux 2 et 3 d'argent à trois fasces d'azur, qui est de GAUTHIER. |
|       | Famille de Gayraud D'azur, au chevron de sable, accompagné de trois canes du même. Différences entre dessin et blasonnement : Rietstap, t.2, p. 1242 donne "trois canettes". |
|       | Famille de Genébrières Armes parlantes. D'or, au genévrier arraché de sinople. |
|       | Famille de Girels de Ségur D'or, à l'aigle soutenue d'un fretté. |
|       | Famille de Girels de La Cassagne D'argent, à l'écusson gironné d'or et d'azur mis en cœur. |
|       | Famille de Glandières Armes parlantes. D'azur, à trois glands d'or, deux en chef et un en pointe. |
|       | Famille Godaille D'or, à la bande d'azur. |
|       | Famille de Goth D'or, à trois fasces de gueules. |
|       | Famille de Goudal de la Goudalie De sable, au lion d'argent, le chef cousu de gueules chargé de trois étoiles d'or. |
|       | Dieudonné de Gozon - Grand maître de l'ordre de Saint-Jean de Jérusalem Écartelé : De la Religion ; de gueules, à la bande d'azur bordée d'argent qui est de Gozon. De gueules, à la bande d'azur et à la bordure denticulée de cinq pièces d'argent. Ce sont des Armes à enquerre |
|       | Famille de Gozon De gueules, à la bande d'argent, chargée d'une cotice d'azur. De gueules, à la bande d'azur bordée d'argent, à la bordure componée d'argent. De gueules, à la bande d'azur bordée d'argent. Le bord de l'écu denticulé du même. - Devise : Draconis extinctor |
|       | Famille de Grailhe Armes parlantes (Grailhos/Grailhe). D'argent, au lion rampant de sable, lampassé de gueules, passant sous un chêne, chargé de deux corneilles entre deux étoiles en chef. Les deux oiseaux sont des corneilles, appelées "grailhos" en occitan. - Origine : Rouergue, armoiries au-dessus de la porte d'entrée de l'hôtel de Grailhe, situé à La Couvertoirade.             |
|       | Famille de La Grange & Famille de La Grange-Gourdon D'or, au lion de gueules, lampassé armé et couronné d'azur. - Origine : Quercy et Rouergue |
|       | Famille de La Grézie Fascé d'or et de sable à la bande d'argent chargée de trois fleurs de lys de gueules et brochant sur le tout. |
|       | Famille de Grimal D'argent, à l'aigle éployée de sable, au chef d'azur chargé de trois étoiles du champ., - Origine : Guyenne et Gascogne |
|       | Famille de Grimal de La Bessière D'argent, au lévrier de sable, au chef d'azur, chargé d'un croissant d'argent entre deux étoiles d'or., - Origine : Rouergue et Languedoc |
|       | Famille de Grimoard De gueules, au chef emmanché d'or de quatre pièces. |
|       | Famille de Gros De gueules, brisé d'un lambel d'argent. |
|       | Famille de Guibert D'azur, au chevron d'or chargé d'une feuille de chêne de sinople. |
|       | Famille de Guitard Écartelé : au 1 d'azur à l'étoile d'or ; au 2 d'argent à la tour de gueules ; au 3 de gueules au lion d'or ; au 4 d'or à trois bandes de sable., Différences entre dessin et blasonnement : Au 4 : trois bandes et non trois fasces. |
|       | Famille de Guy D'azur, à la rose boutonnée d'or. De gueules, au château à trois tours d'or. |

## H
- Haut – A
- B
- C
- D
- E
- F
- G
- H
- I
- J
- K
- L
- M
- N
- O
- P
- Q
- R
- S
- T
- U
- V
- W
- X
- Y
- Z

| Image | Nom de la famille, blasonnement et devise |
| ----- | --- |
|       | Famille d'Hèbles D'azur, au lévrier d'argent, surmonté de trois roses du même, 2 et 1 ; au chef d'azur, chargé d'une fleur de lys d'or. Qui sont deux concessions accordées à Jacques d'Hèbles par Henri IV. |
|       | Famille Hérail de Lugans D'or, au chêne de sinople. |
|       | Famille d'Hérail de Pierrefort-La Roue Écartelé : aux 1 et 4 d'azur, à la bande d'or, accompagnée en chef d'un lion du même, lampassé et armé de gueules, qui est de Pierre-Pierrefort ; aux 2 et 3 fascé d'or et d'azur, qui est de La Roue ; sur le tout d'or au chêne de sinople, qui est d'Hérail. - Couronne de comte. |
|       | Famille de L'Hya D'azur, au croissant d'argent accompagné de trois étoiles de même. D'argent, au lion de gueules, armé et lampassé d'azur. |

## I
- Haut – A
- B
- C
- D
- E
- F
- G
- H
- I
- J
- K
- L
- M
- N
- O
- P
- Q
- R
- S
- T
- U
- V
- W
- X
- Y
- Z

| Image | Nom de la famille, blasonnement et devis |
| ----- | --- |
|       | Famille d'Icher De sable, au pairle d'or accompagné en chef d'une fleur de lys de même. |
|       | Famille d'Icher de La Bastide-de-Fons et de Villefort Coupé : au 1 de gueules, au lion issant d'argent ; au 2 d'or, à l'aigle de sable., - Couronne de comte. - Support : deux lions. - Cimier : Une épée dans la garde de laquelle est passée cette devise : Partout fidèle. - Devise : Partout fidèle. |
|       | Famille d'Imbert D'azur, fascé d'or d'une pièce, à trois étoiles d'or en chef et un bélier passant d'argent en pointe. |
|       | Famille d'Isnard de Fraissinet D'azur, au sautoir d'argent accompagné de quatre molettes d'or. Différences entre dessin et blasonnement : Les molettes sont dessinées à cinq rais. |

## J
- Haut – A
- B
- C
- D
- E
- F
- G
- H
- I
- J
- K
- L
- M
- N
- O
- P
- Q
- R
- S
- T
- U
- V
- W
- X
- Y
- Z

| Image | Nom de la famille, blasonnement et devise                                                                 |
| ----- | --- |
|       | Famille de Juery ou de St-Juery Palé d'or et de sinople de huit pièces.                                   |
|       | Famille Jougla du Fresne D'azur, à l'épervier d'or, au chef d'argent, chargé de trois étoiles de gueules. |
|       | Famille de Jouvence de Cambron D'azur, à trois têtes de gerfaut de gueules. - Origine : Picardie          |

## L
- Haut – A
- B
- C
- D
- E
- F
- G
- H
- I
- J
- K
- L
- M
- N
- O
- P
- Q
- R
- S
- T
- U
- V
- W
- X
- Y
- Z

| Image | Nom de la famille, blasonnement et devise |
| ----- | --- |
|       | Famille de Labro D'azur, au rocher d'argent, surmonté d'un coq du même; au chef cousu de gueules chargé de deux croissants d'or. |
|       | Famille de Lamic D'azur, à la tête d'homme de front d'argent, accosté de deux lézards d'or. |
|       | Famille de Lapanouse ou La Panouse D'argent, à six cotices de gueules. Alias cinq |
|       | Famille de Laparra D'argent, à la fasce d'azur, chargée de trois léopards lionnés d'or, accompagnée en pointe d'un lion léopardé de gueules. |
|       | Famille de La Fabrègue D'azur, à deux chevrons d'or, à la divise en chef de sable surmontée de trois étoiles d'or, et à l'arbre terrassé du même en pointe.[réf. nécessaire] |
|       | Famille de Landorre, châtelains de Salmiech, etc. De gueules, au lion d'or. |
|       | Famille de La Roque-Boulliac, citée 1014, filiation 1304, honneurs de la Cour en 1784 ou en 1787, famille éteinte au XIXe siècle D'agent au chef d'azur chargé de trois rocs d'échiquier d'argent.[réf. nécessaire] |
|       | Famille de Lastic, Sgrs de Gabriac De gueules, à la fasce d'argent., |
|       | Famille de Lautrec de Saint-Antonin De gueules, au lion d'or. |
|       | Famille de Lescure D'or, au lion d'azur. |
|       | Famille de Lescure, dite Lafaille D'azur, à un lion couronné d'or ; à l'orle de onze besants du même., |
|       | Famille de Lévézou D'azur, au lion couronné d'or, allumé, armé et lampassé de gueules., |
|       | Famille de Lévézou de Vezins Écartelé; aux 1 & 4 qui est de Lévézou, aux 2 & 3 qui est de Vézins. Différences entre dessin et blasonnement : Le lion est d'argent et non d'or. |
|       | Famille de Lévézou de Vezins Écartelé; au premier, d'azur, au lion montant couronné d'or, allumé armé et lampassé de gueules, qui est de LEVEZOU; au deuxième, d'azur, aux trois rocs d'échiquier d'argent à la bordure engrelée du même qui est de CASTELNAU-de-LEVEZOU; au troisième, de gueules, aux trois clefs d'or mises en pal, qui est de VESINS; au quatrième, d'argent, à la tour de sable accompagnée au premier canton d'une croix fleuronnée et fichée de même qui est de ROQUEFORT-ENGARRAVAQUES et MORLAS. Différences entre dessin et blasonnement : Le lion est d'argent et non d'or. |
|       | Famille de Lévézou de Luzençon de Vezins Parti de deux traits coupés d'un, formant six partitions ou quartiers, savoir : au 1, d'azur au lion montant couronné d'or, armé, allumé et lampassé de gueules, qui est de LEVEZOU; au 2, d'azur, aux trois rocs d'échiquier d'argent à la bordure engrelée du même, qui est de CASTELNAU-de-LEVEZOU; au 3, bandé de gueules et d'argent de huit pièces, à l'aigle éployée de sable au vol montant brochant sur le tout, qui est de LUZENCON; au 4, de gueules aux trois clefs d'or mises en pal, qui est de VESINS; au 5, de France au chef d'or, qui est d'ESTAING; au 6, d'argent à la tour de sable cantonné d'une croix fleuronnée de même au pied fiché, qui est de ROQUEFORT-ENGARRAVAQUES et MORLAS. L'écu sommé de la couronne de marquis. Différences entre dessin et blasonnement : Le lion est d'argent et non d'or. - Couronne : de marquis, titre de courtoisie. - Supports : À dextre, un lion couronné portant un guidon d'argent chargé de neuf croix potencées de sable; l'autre support à sénestre, un griffon portant un guidon blasonné des armoiries patronales de Saint-Léons. - Devise : Atavis et armis. |
|       | Famille de Lévis D'or, à trois chevrons de sable. |
|       | Famille de Loubier Armes parlantes (Loup/Loubier). D'azur, au loup passant d'argent. |
|       | Famille Lunel Armes parlantes (Lune). De gueules à la lune d'argent. |
|       | Famille de Luzençon Bandé de gueules et d'argent de huit pièces, à l'aigle éployée de sable au vol montant brochant sur le tout. |

## M
- Haut – A
- B
- C
- D
- E
- F
- G
- H
- I
- J
- K
- L
- M
- N
- O
- P
- Q
- R
- S
- T
- U
- V
- W
- X
- Y
- Z

| Image                   | Nom de la famille, blasonnement et devise |
| ----------------------- | --- |
|                         | Famille de Maffre De gueules, au chef cousu d'azur chargé de trois croissants d'argent. |
|                         | Famille de Maillan alias Malhan ou Mailhan Armes parlantes (Maillet/Maillan). D'or, à l'aigle éployée de sable, armé de gueules, écartelé d'argent à trois molettes d'éperon d'or, et un maillet de même en cœur. |
|                         | Famille de Maillan Ségur D'azur, à un annelet d'or accompagné de trois molettes de même, 2 et 1. |
|                         | Famille de Maleville D'azur, à trois molettes d'éperon d'or. |
|                         | Famille de Mancip ou Massip D'azur, à trois coquilles d'argent., page 587 |
|                         | Famille de Marcilhac de Montalègre Burelé : d'argent et d'azur de 10 pièces, à trois chevrons de gueules brochant sur le tout. |
|                         | Famille de Mazars Mazars de Mazars - Mazars de la Caselle - Mazars de Ribante - Mazars de Lagarde D'or, à la main de sable., |
|                         | Famille de Mazeran ou Mazerand & Famille de Mazeran de Fabrègues Ecartelé : aux 1 et 4 d'azur, à la main d'argent soutenant un casque d'or ; aux 2 et 3 de gueules, à trois coquilles d'argent. |
|                         | Famille de Méjanès, De gueules plain à la filière d'or ; sur le tout, d'or, au chevron écimé de gueules accompagné de deux étoiles et d'un M en pointe, le tout du mesme. --- Armes originelles des "de Méjanès" de Méjanès, D'or, au chevron de gueules, accompagné de trois étoiles du mesme posées 2 et 1. --- branches (Méjanès, Bouyssou, Flavin, Trappes) D'argent, au chevron de sable, accompagné de trois étoiles du mesme posées 2 et 1. --- branche (Randan) D'azur, au chevron d'or, accompagné de trois étoiles du mesme posées 2 et 1. --- branches (Combettes, Cazelles, Veillac, Sermet, Puechlor) D'azur, au chevron d'or, accompagné de trois étoiles d'argent posées 2 et 1. --- branches (Combettes, Cazelles, Veillac, Sermet, Puechlor) D'azur, au chevron d'argent, accompagné de trois étoiles d'or posées 2 et 1. --- (Combettes, Cazelles, Veillac, Sermet, Puechlor) D'azur, au chevron de gueules, accompagné de trois étoiles du mesme posées 2 et 1. --- branche (Montrozier) Écartelé : aux 1 & 4 d'or, au chevron de gueules, accompagné de trois étoiles du mesme posées 2 et 1 ; aux 2 & 3 d'argent, au lion de gueules. --- branche (Larguiez) Écartelé : aux 1 & 4 qui de Méjanès; aux 2 & 3 qui est de Cassagnes. --- branche (Larguiez) De gueules, à l'arbre d'argent. --- branche (Ajars) - Famille noble éteinte - Devise : Union - Extraction chevaleresque |
|                         | Famille de Michau ou Micheau de Cabanes De gueules, au lion d'or rampant, armé d'une épée d'argent, la garde en haut ; au chef cousu d'azur chargé de trois étoiles d'or. D'azur, au lion d'or rampant accompagné en pointe d'une épée d'argent la pointe en bas ; le chef cousu d'azur chargé de trois étoiles d'or. |
|                         | Famille de Moissetti ou Moyssetty D'azur, à la maison d'argent accompagnée en chef de deux gerbes d'or. page 590 |
|                         | Famille de Molières De gueules, à trois petites clochettes d'argent, 2 et 1. Ecartelé : aux 1 et 4 d'azur à trois besans d'or; aux 2 et 3 de gueules à trois cloches d'argent, bataillées de sable. |
|                         | Famille de Molinery De sable, le chef d'or chargé de deux meules de moulin de gueules. |
|                         | Famille de Molinier De sable, à la fasce d'argent accompagné en pointe d'une meule de moulin de même. |
|                         | Famille de Molinier sgr de Las Vialettes, de Fabrègues D'azur, au tan d'argent., |
|                         | Famille de Montboissier-Beaufort-Canillac D'or, semé de croisettes de sable, au lion du même brochant. - Couronne : de marquis. - Marquisat : crée vers 1400 pour la famille Rogier de Beaufort, titre éteint en 1725 avec le dernier représentant de cette famille Philippe de Montboissier-Beaufort-Canillac décédé en 1725. Titre peut-être déjà supprimé : son grand-père s'était vu confisquer ses titres et ses biens et fut dégradé de sa noblesse deux fois par les Grands Jours d'Auvergne, dont une en 1666, ses donjons furent rasés. |
|                         | Famille de Monlauseur De gueules, au moulin à vent d'argent. Tranché : d'or et de sinople, à la montagne de l'un et de l'autre |
|                         | Famille de Monseignat D'azur, au chevron d'argent, accompagné de trois maillets d'argent. - Originaire : Champagne |
|                         | Famille de Montal De gueules, à trois léopards l'un sur l'autre d'or. Différences entre dessin et blasonnement : les léopards sont dessinés lionnés. |
|                         | Famille de Montcalm Écartelé : aux 1 et 4 d'azur, à trois colombes d'argent becquées et membrées de gueules ; aux 2 et 3 de sable, à la tour d'argent sommée de trois tourelles de même. - Devise : Mon innocence fait ma forteresse. |
|                         | Famille de Montcalm Gozon Écartelé : au 1 d'azur, à trois colombes d'argent, becquées et membrées de gueules ; aux 2 et 3 de sable, à la tour d'argent sommée de trois tourelles de même ; au 4 de gueules, à la bande d'azur bordée d'argent, qui est de GOZON. Écartelé : au 1 d'azur, à trois colombes d'argent becquées et membrées de gueules ; aux 2 et 3 de sable, à la tour d'argent sommée de trois tourelles de même ; au 4 de gueules, à la bande d'azur bordée d'argent et à la bordure crénelée du même, qui est de GOZON. Écartelé : aux 1 et 4 d'azur, à trois colombes d'argent becquées et membrées de gueules ; aux 2 et 3 de sable, à la tour d'argent sommée de trois tourelles du même, qui est de MONTCALM - Brochant sur le tout de gueules, à la bande d'azur bordée d'argent et à la bordure componée du même, qui est de GOZON. - Couronne : de marquis. - Devise : Mon innocence fait ma forteresse qui est de MONTCALM et Draconis extinctor qui est de GOZON. |
|                         | Famille de Montety D'azur à un rocher d'argent surmonté de trois chênes d'or rangés en chef. Supports : Deux lévriers colletés d'or. Couronne de comte Devise : Virtus et robur |
|                         | Famille de Morlhon De gueules, accompagné de onze merlettes d'argent mises en orle., |
|                         | Famille de Morlhon-Valette De gueules, au lion d'argent accompagné de trois besants d'or 2 et 1. |
|                         | Famille de Morlhon de Laumières De gueules, au lion d'or accompagné de trois besants du même, deux en chef et un en pointe, l'écu timbré d'une couronne de comte et orné de deux palmes., - Couronne : de comte, titre de courtoisie. |
|                         | Famille de Morlhon de Laumières alias De gueules, au lion d'argent accompagné de trois besants d'or, deux en chef et un en pointe, l'écu timbré d'une couronne de comte et orné de deux palmes. - Couronne : de comte, titre de courtoisie. |
|                         | Famille de Mostuéjouls alias Moustuejouls, Monstuejouls De gueules, à la croix fleurdelisée d'or cantonnée de quatre billettes du même. - Couronne : de comte, titre de courtoisie.[réf. nécessaire] - Supports : deux lis au naturel.[réf. nécessaire] L'écu environné du manteau de pair sommé de la toque de baron.[réf. nécessaire] |
|                         | Famille de Mourlhon D'or, à la fasce crénelée de sinople. |
|                         | Famille de Mourlhon De gueules, au sautoir d'or chargé de cinq merlettes de sable. |
| Blason Famille de Murat | Famille de Murat de Pommerols D'azur, à trois fasces d'argent crénelées, la première de cinq, la deuxième de quatre et la troisième de trois crénaux, ouverte en porte au milieu. |

## N
- Haut – A
- B
- C
- D
- E
- F
- G
- H
- I
- J
- K
- L
- M
- N
- O
- P
- Q
- R
- S
- T
- U
- V
- W
- X
- Y
- Z

| Image | Nom de la famille, blasonnement et devise |
| ----- | --- |
|       | Famille de Najac D'azur, au château à trois tours d'argent, celle du milieu supérieure, maçonnée de sable et surmontée d'une aigle éployée de même. Différences entre dessin et blasonnement. |
|       | Famille de Nattes Armes parlantes. De gueules, à trois nattes d'or mises en fasces. |
|       | Famille de Nattes de La Calmontie De sable, au lion naissant d'argent, à la bordure d'hermines. page 593                                                                                      |
|       | Famille de Nattes de Villecomtal D'or, au chevron de gueules, accompagné en pointe d'un lion naissant d'azur.                                                                                 |
|       | Famille de Nozier Armes parlantes. Famille de Nozier de Farreyroles D'argent, au noyer arraché de sinople. D'azur, à trois bandes d'or, au noyer de sinople brochant sur le tout.             |

## O
- Haut – A
- B
- C
- D
- E
- F
- G
- H
- I
- J
- K
- L
- M
- N
- O
- P
- Q
- R
- S
- T
- U
- V
- W
- X
- Y
- Z

| Image | Nom de la famille et blasonnement et devise |
| ----- | --- |
|       | Famille Olier D'azur, à trois artichauts d'or. |
|       | Famille d'Olmières D'or, à l'arbre terrassé de sinople accompagné d'un lévrier rampant colleté de gueules et onglé du même ; au chef d'azur chargé de trois étoiles d'or. |
|       | Famille des Ondes Armes parlantes. De gueules, à trois fasces ondées d'argent.                                                                                            |
|       | Famille d'Orlhac D'azur, à la bande d'or, accompagnée de six coquilles d'argent posées en orle.                                                                           |
|       | Famille d'Orr Fascé d'or et de gueules de quatre pièces, à la bande ondée d'azur brochant sur le tout, chargé de "trois" poissons d'argent dans le sens de la bande.      |

## P
- Haut – A
- B
- C
- D
- E
- F
- G
- H
- I
- J
- K
- L
- M
- N
- O
- P
- Q
- R
- S
- T
- U
- V
- W
- X
- Y
- Z

| Image                  | Nom de la famille et blasonnement et devise |
| ---------------------- | --- |
|                        | Famille de Pagès D'argent, à deux pals de sable, accompagnés de trois roses de gueules mises en fasce. |
|                        | Famille de Paulhe De gueules au cygne d'argent le col passé dans une couronne d'azur. |
|                        | Famille de Pélamourgue De gueules, au lion d'argent. D'azur, au lion d'or., De gueules, au lion d'or. |
|                        | Famille Perrin D'argent, au chevron de gueules accompagné en pointe d'un perroquet de sinople. |
|                        | Famille de Pestels Pestels-Caylus D'argent à la bande de gueules accompagnée de six sautoirs du même [en orle]. D'or, à la bande de gueules accompagnée de six flanchis de même en orle. |
|                        | Famille de Peyrusse D'azur, au lion d'argent, au chef cousu de gueules, chargé de trois besants d'or. |
|                        | Famille de Pharamond D'argent, fretté de sable, au franc-canton de même. |
|                        | Famille de Pierre de La Valade D'azur, à la bande d'or accompagnée en chef d'un lion [passant] de même, armé et lampassé de gueules. |
| Blason Famille de Pins | Famille de Pin Armes parlantes (Le fruit du pin rappelle le nom de la famille : Pin[pas clair]). De gueules, à trois pommes de pin d'or, posées 2 et 1.[réf. nécessaire] |
|                        | Famille Claude de Polier D'argent, au coq de sable, becqué, crêté et membré de gueules. - Cimier : Un casque surmonté d'un coq chantant, ayant les ailes éployées. - Supports : Deux licornes. - Devise : Et Phoebi et Martis. L'écu entouré de l'accolade de l'ordre du coq qui est suspendu à un ruban couleur feuille-morte et noire. Extraction chevaleresque. Famille de Gaston de Pollier : voir à G                                          |
|                        | Famille de Pomarède D'argent, à la pomme de pin d'azur. |
|                        | Famille de Pomayrols D'argent, à trois pommiers mal ordonnés de sinople fruités de gueules. |
|                        | Famille du Prat D'or, à une fasce de sable accompagnée de trois trèfles de sinople posés deux en chef et un en pointe. |
|                        | Famille de Prévenquières Écartelé ; au 1, d'argent à deux branches de pervenche de sinople en forme de couronne ; au 2, de France au bâton d'or péri en bande ; au 3, d'azur semé de fleurs-de-lis et de besants d'or, à la tour d'argent maçonnée de sable, à la cotice de gueules brochant sur le tout ; au 4, de gueules à trois besants d'argent.,                                                                                              |
|                        | Famille de Prévinquières-Montjaux Écartelé ; au 1 d'or au lion de sable couronné, allumé, armé et lampassé de gueules; au 2 d'azur à trois rocs d'argent surplombés de trois fleurs d'or 2 et 1; au 3 d'azur à deux lions d'or affrontés; au 4 d'azur à trois étoiles d'or 2 et 1; brochant le tout, un écu d'argent à deux rameaux de pervenche de sinople passés en sautoir. D'azur, à deux rameaux de pervenche d'or, passés en double sautoir., |
|                        | Famille de Prudhomme du Cayla D'azur, à trois tours d'argent maçonnées de sable. |
|                        | Famille de Puel Ecartelé; aux 1 et 4 d'or, au chêne de sinople; aux 2 et 3 d'azur, à la tour d'or, au chef du même chargé de trois coquilles d'argent. |
|                        | Famille Puel d'Elbesset D'or, au pal de sinople, chargé en chef d'une rose d'argent. |
|                        | Famille du Puy-Montbrun de Saint-Amand, Montesquieu et Cabrille D'or au lion de gueules armé et lampassé d'azur. |

## R
- Haut – A
- B
- C
- D
- E
- F
- G
- H
- I
- J
- K
- L
- M
- N
- O
- P
- Q
- R
- S
- T
- U
- V
- W
- X
- Y
- Z

| Image                        | Nom de la famille, blasonnement et devise |
| ---------------------------- | --- |
|                              | Famille de Raulet D'azur à six losanges d'or ; au chef cousu de gueules chargé de trois lionceaux d'argent. |
|                              | Famille de Raynaldi Parti d'or, à trois roses d'azur ; et d'argent, à un renard rampant de gueules ; au chef de gueules, chargé de trois coquilles d'argent brochant sur le parti. |
|                              | Famille de Rech Écartelé de gueules et d'argent ; à la croix de l'un en l'autre. |
|                              | Famille de Rességuier D'or, à un pin de sinople ; au chef d'azur, cousu d'argent, chargé de trois trèfles d'argent. D'or, à l'arbre de sinople sur une terrasse du même, mouvante de la pointe de l'écu ; le chef cousu d'argent chargé de trois roses de gueules. D'or à l'arbre de sinople sur une terrasse de même mouvante de la pointe de l'écu ; au chef d'azur chargé de trois roses d'argent.[réf. nécessaire] - Couronne : de marquis, titre de courtoisie. - Supports : deux lions. |
|                              | Famille Rey de Salacroup De gueules à la tour crénelée d'argent. |
|                              | Famille du Rieu ou del Rieu D'argent, à trois fasces ondées d'azur ; au chef du même, chargé de trois fleurs de lys d'or., - Couronne : de comte, titre de courtoisie. - Supports : deux lions la tête contournée. |
|                              | Famille du Rieu De sinople à deux pals d'argent ; à deux fasces de gueules brochant sur le tout. |
|                              | Comtes de Rodez De gueules, au léopard lionné d'or. |
|                              | Famille Robert de Lignerac D'azur à trois étoiles à six rais d'or et au chef du même (qui est Caylus), sur le tout un écu d'argent à trois pals d'azur (qui est Robert). - Devise : Dùm spiro, spero. |
|                              | Famille de Rocheblave D'azur, à trois rocs d'échiquier d'or. |
|                              | Famille de Rodat D'or, au chêne de sable terrassé de sinople chargé de pommes d'or; au chef d'azur, chargé de trois roues d'argent. D'or, au chêne de sable terrassé de sinople ; au chef d'azur, chargé de trois roues d'argent |
|                              | Famille Rogery D'azur à six roues d'argent 3, 2 et 1. |
|                              | Famille de Rogier D'or à trois pals ondés d'azur. page 602 |
|                              | Famille Rogier de Beaufort D'argent à la bande d'azur accompagnée de six roses de gueules en orle., - marquisat érigè vers 1400 sur la terre de Canillac en Gévaudan (48) au prof de la famille Rogier de Beaufort, titre éteint depuis 1725 avec Philippe de Montboissier-Beaufort-Canillac. |
|                              | Famille de La Romiguière D'azur à trois fleurs de lis d'or soutenues de trois rocs d'échiquier d'argent, le tout posés 2 et 1. |
|                              | Famille de La Roque-Bouillac D'argent au chef d'azur chargé de trois rocs d'or.[réf. nécessaire] |
|                              | Famille de La Roque Toirac De gueules, à trois rocs d'échiquier d'argent. |
| Blason famille de Roquefeuil | de Roquefeuil (1re maison du nom) De gueules à une cordelière d'or passée en sautoir., |
|                              | de Roquefeuil-Anduze ou de Roquefeuil (2e maison du nom) Écartelé : aux 1 et 4 de gueules à trois étoiles d'or, (qui est d'Anduze (Anduse)) ; aux 2 et 3 de gueules, à la cordelière d'or passée en sautoir, (qui est Roquefeuil)., |
|                              | de Roquefeuil de Versols (branche issue des Roquefeuil-Anduze) De gueules à trois cordelières d'argent passées en sautoir, 2 et 1. De gueules écartelé par un filet d'or à 12 cordelières du même, 3 dans chaque quartier. |
|                              | de Roquefeuil de la Roquette (branche issue des Roquefeuil de Versols) De gueules écartelé par un filet d'or à douze cordelières du même, trois dans chaque quartier., |
|                              | de Roquefeuil de Saint-Étienne (branche issue des Roquefeuil de Versols) De gueules parti coupé de deux traits d'or formant neuf quartiers chargés chacun d'une cordelière nouée du même. |
|                              | de Roquefeuil-Blanquefort (3e maison du nom) Contre-fascé d'or et de gueules de quatre pièces, chaque demi-fasce de gueules chargée d'un nœud de cordelière d'or, et chaque demi-fasce d'or chargée d'un nœud de cordelière de gueules., |
|                              | de Roquefeuil-Padiès (branche issue des Roquefeuil-Blanquefort) D'azur à trois cordelières d'or passées en sautoir, 2 et 1. |
|                              | de Roquefeuil et du Bousquet, de Roquefeuil Montpeyroux (branches issues des Roquefeuil-Blanquefort) D'azur à neuf nœuds de cordelières d'or, 3, 3 et 3. - Devise : Honneur me reste il suffit. - Couronne : de marquis, 1618 Louis XIII érige Roquefeuil en marquisat. |
|                              | de Roquefeuil-Cahuzac (cadets issus des Roquefeuil-Blanquefort) Cinq points d'or équipolé de quatre de gueules, chaque point chargé d'un nœud de cordelière de l'un en l'autre. - Devise : Honneur me reste il suffit. - Couronne : de marquis, 1618 Louis XIII érige Roquefeuil en marquisat. |
|                              | de Roquefeuil de Montvert (branche issue des Roquefeuil-Blanquefort) Échiqueté d'or et de gueules de quatre tires. Échiqueté d'or et de gueules de quatre tires, au chef d'or chargé d'un loup passant d'azur. |
|                              | Famille de Roquefeuille Échiqueté d'or et de gueules au chef d'or chargé d'un loup passant d'azur. D'or, au roc d'échiquier de sable accompagné de trois feuilles de chêne de sinople 2 et 1. |
|                              | Famille de Roquefort D'argent, à la tour de sable, accompagnée au premier canton d'une croix fleuronnée et fichée de même. |
|                              | Famille de Roquelaure D'azur à trois rocs d'échiquier d'argent. |
|                              | Famille de Roquemaurel D'azur à trois rocs d'échiquier d'or au chef d'argent chargé d'un lévrier passant de sable.[réf. nécessaire] |
|                              | Famille de Roques De gueules, à sept rocs d'échiquier d'or posés 2, 2, 2, 1. |
|                              | Maison Rosset de Rocozel de Fleury Écartelé : au 1, d'argent à un bouquet de trois roses de gueules, tigées et feuillées de sinople, qui est de Rosset ; au 2, de gueules au lion d'or, qui est de Lasset ; au 3, contre-écartelé d'argent et de sable, qui est de Vissec de Latude ; au 4, d'azur à trois rocs d'échiquier d'or, qui est de Rocozel ; sur le tout, d'azur à trois roses d'or, qui est de Fleury., - Couronne : de duc. - Famille noble éteinte.                              |
|                              | Famille de Rochet De gueules au roc d'échiquier d'or.[réf. nécessaire] |
|                              | Famille de Rochet puis de Roget Écartelé : aux 1 et 4 de gueules au roc d'échiquier d'or (qui est du Rochet) ; aux 2 et 3 d'azur à la rose d'argent boutonnée d'or (qui est de Guy)., |
|                              | Famille de Roget puis de Rouget Écartelé : aux 1 et 4 de gueules au lion d'or ; aux 2 et 3 d'azur à l'échiquier d'argent. |
|                              | Famille de Rouget anciennement de Rochet puis de Roget Écartelé : aux 1 & 4 de gueules, au lion d'or rampant accompagné de treize besants du même posés en orle ; aux 2 & 3 d'azur, à trois fasces d'argent crénelées, la première de cinq, la deuxième de quatre et la troisième de trois créneaux., |
|                              | Famille de Rouget anciennement de Rochet puis de Roget Armes parlantes (Le chabot dit rouget rappelle le nom de la famille : Rouget). D'argent, à trois rougets (poissons) de gueules rangés en fasce D'or, à trois rougets de gueules bien ordonnés D'or, à trois rougets (chabots) de gueules posés en pal et rangés sur une fasce, D'or, aux trois rougets de gueules posés en pal, 2 et 1                                                                                                 |
|                              | Famille de Rudelle D'azur, à trois roues d'or. |

## S
- Haut – A
- B
- C
- D
- E
- F
- G
- H
- I
- J
- K
- L
- M
- N
- O
- P
- Q
- R
- S
- T
- U
- V
- W
- X
- Y
- Z

| Image | Nom de la famille, blasonnement et devise |
| ----- | --- |
|       | Famille Sabathier de Montville De gueules, à la fasce d'argent accompagnée d'un sabot du même. |
|       | Famille Salgues de Lescure Écartelé : d'or au lion d'azur et de gueules au lion d'or accompagné de 12 besants du même posés en orle.[réf. nécessaire] D'or, au saule de sinople, parti d'azur à trois barres d'or. |
|       | Famille de Sambucy D'or au sureau de sinople fleuri d'argent, mouvant d'un croissant de sable ; au chef d'azur chargé d'un soleil d'or., |
|       | Famille de Sambucy Écartelé : aux 1 et 4 d'azur, à une fasce d'or, accompagnée en chef de trois besants accostés, et en pointe d'un croissant, le tout d'or (Izarn de Cornus) ; aux 2 et 3 de gueules, à deux étoiles d'argent en chef, et un croissant du même en pointe (Gamache de Laverne) ; sur le tout d'or, à une branche de sureau de sinople, fleurie d'argent, mouvante d'un croissant de gueules (de sable), au chef d'azur, chargé d'un soleil rayonnant d'or (Sambucy). |
|       | Famille de Sanvensa ou Senvensa D'azur, au pairle d'argent accompagné en chef d'une merlette d'or. |
|       | Famille de Saunhac ou Saunhac-Belcastel, Sgrs de Belcastel, d'Ampiac, de Verdun, La Motte D'or, au lion de sable, armé, lampassé et couronné de gueules, accompagné de douze carreaux de même en orle., |
|       | Famille de Saunhac, Sgrs de Talespues, d'Aiguevives, de Reilhac Coupé : au 1 d'or au lion de gueules ; au 2 de gueules au lion contourné d'or. Différences entre dessin et blasonnement : L'écu est représenté parti et non coupé ; au 2 (du coupé) le lion ne devrait pas être couronné. |
|       | Famille de Scorailles alias Escorailles de Bouran D'azur, à trois bandes d'or. D'or, à trois bandes d'azur. |
|       | Famille de Segur (Rouergue) À cette famille des armes dont la description demeure d'une figuration incertaine, ce qui laisse un certain doute sur la valeur de cette documentation : D'or, au pont de deux arches de gueules, soutenu par deux louves affrontées de sable, languées et onglées de même. |
|       | Famille de Selgues D'azur au chevron d'or accompagné en chef de deux roses du même et en pointe de trois besants mal ordonnés d'argent., |
|       | Famille de Selves De gueules, à trois pals d'or à la bordure d'Hermines. |
|       | Famille de Serres De gueules, au cerf d'or onglé et armé du même. |
|       | Sévérac anciens D'argent à quatre pals de gueules. |
|       | Famille de Solages Armes parlantes. D'azur, au soleil agissant d'or., - Supports : deux aigles. - Devise : Sol agens. |
|       | Famille de Soubiran, Sgrs de Lissac D'argent à la bande de gueules chargée de trois croissants d'argent., |

## T
- Haut – A
- B
- C
- D
- E
- F
- G
- H
- I
- J
- K
- L
- M
- N
- O
- P
- Q
- R
- S
- T
- U
- V
- W
- X
- Y
- Z

| Image      | Nom de la famille, blasonnement et devise |
| ---------- | --- |
|            | Famille de Thouéry ou Thouéry des Hivernals Voir Famille Thouéry D'argent à trois bandes de gueules. |
|            | Famille de Toulouse-Lautrec Écartelé : aux premier et quatrième de gueules à la croix vidée, cléchée et pommetée d'or qui est Toulouse ; aux deuxième et troisième de gueules au lion d'or qui est Lautrec. |
|            | Famille de La Tour de Saint-Igest D'azur à la tour d'argent maçonnée de sable, ajourée et ouverte de même. |
|            | Famille de Tourlong De gueules, à la tour d'or, entourée d'une muraille basse et crénelée de même, le tout maçonné de sable. |
| Tournemire | Famille Jourdain de Tournemire, seigneurs de Tournemire dans le Rouergue: armes inconnues. Famille de Tournemire, seigneurs de Tournemire en Auvergne : D'or, à trois bandes de sable, au franc-canton d'hermines ; à la bordure de gueules chargée de onze besants d'or., D'or à trois bandes de sable, à la bordure de gueules, chargée de onze besants d'or ; au franc-quartier d'hermine.                                                                |
|            | Famille Trémolières de La Trémolière Parti d'or et de gueules, à trois meules de moulin l'un en l'autre., D'argent à trois meules de moulin de sinople., |
|            | Famille de Trémouilles D'or à la crémaillère de sable. |
|            | Famille de Tubières D'azur à trois molettes d'éperon d'or, au chef du même. |
|            | Famille de Tubières-Grimoard Écartelé : aux 1er et 4e d'azur à trois molettes d'éperon d'or au chef du même qui est de Tubières ; aux 2e et 3e de gueules à quatre rais en pointe d'or en chef qui est de Grimoard. |
|            | Famille de Tubières de Grimoard de Pestels de Lévis de Caylus Écartelé : au 1 d'argent à la bande de gueules, accompagnée de six flanchis de même en orle qui est de Pestels ; au 2 d'or, à trois chevrons de sable qui est de Lévis ; au 3 de gueules, à l'écu couché de quatre pièces d'or, mouvante du chef qui est de Grimoard ; au 4 d'azur, à deux lions affrontés d'or, soutenant une flamme de gueules qui est de Caylus ; sur le tout, du Tubières. |

## U
- Haut – A
- B
- C
- D
- E
- F
- G
- H
- I
- J
- K
- L
- M
- N
- O
- P
- Q
- R
- S
- T
- U
- V
- W
- X
- Y
- Z

| Image | Nom de la famille, blasonnement et devise |
| ----- | --- |
|       | Famille d'Urre & Famille d'Urre-Grané D'argent, à la bande de gueules chargée en chef d'une étoile d'argent. D'argent, à la bande de gueules chargée de trois étoiles d'or. |

## V
- Haut – A
- B
- C
- D
- E
- F
- G
- H
- I
- J
- K
- L
- M
- N
- O
- P
- Q
- R
- S
- T
- U
- V
- W
- X
- Y
- Z

| Image | Nom de la famille, blasonnement et devise |
| ----- | --- |
|       | Famille de Valady D'or, au chien passant de gueules au chef de même. |
|       | Famille de La Valette-Parisot, Écartelé : au 1 échiqueté d'or, qui est de POITIERS-ANCIEN ; au 2 de gueules, à la croix vidée, cléchée et pommetée d'or, qui est de TOULOUSE ; au 3 de gueules, au léopard lionné d'or, qui est de RODEZ ; au 4 de gueules, à la croix ancrée d'or, qui est de SAINT-ANTONIN ; sur le tout parti : aux 1 de gueules, au gerfaut d'argent ayant la patte dextre levée, qui est de VALETTE ; au 2 de gueules, au lion d'or lampassé et armé d'argent, qui est de MORLHON ; l'écu, posé sur la grande croix de l'ordre de Saint-Jean-de-Jérusalem, environné d'un manteau de gueules fourré d'hermine et sommé d'une couronne de marquis. - Supports : deux griffons au naturel couronnés d'or, ayant chacun un collier de perles au cou, suspendant une croisette d'or et soutenant deux bannières ; celle de dextre sur le tout de l'écu, celle de senestre de gueules à une croix de Malte d'argent. Cimier : un dextrochère tenant un poignard et portant un bouclier écartelé aux 1 et 4 de gueules, au château d'or sommé de trois tours de même, qui est de CASTILLE ; aux 2 et 3 d'argent au lion de gueules, qui est de LÉON. - Couronne : de marquis. - Devise : Plus quam valor Valetta valet. - Cri de guerre : Nos oes, sed fides. |
|       | Famille de Valette-Morlhon (La) Parti : au 1 de gueules, au gerfaut d'argent ayant la patte dextre levée, qui est de VALETTE ; au 2 de gueules, au lion d'or lampassé et armé d'argent, qui est de MORLHON. |
|       | Famille de Valette-Parisot (La) Famille de Valette-Cornusson (La) De gueules, au gerfaut d'argent ayant la patte dextre levée., (Suivant l'armorial de Ch. d'Hozier[réf. nécessaire] (le gerfaut ressemble à un gallinacé)) |
|       | Jean de Valette grand maître de l'ordre de Saint-Jean de Jérusalem Écartelé : de La Religion ; de gueules, au gerfaut du mesme et au lion d'or lampassé et armé d'argent, qui est de Morlhon-Valette. |
|       | Vedel (latin : Vedelli) Ecartelé, au I et IV, d'or à trois bandes de gueules; au II et III, d'argent au veau de gueules (tenant une palme de sinople).[réf. nécessaire] D'azur, à deux aigles essorantes et affrontées d'argent surmontées en chef d'une roue d'horloge d'or.[réf. nécessaire] - Originaire du Velay D'azur, à une roue de moulin d'or en chef et deux aigles affrontées d'argent en pointe.[réf. nécessaire] |
|       | Famille de Védelly D'azur, au sautoir d'or accompagné en chef d'un œil d'argent. Armorial général du Languedoc, dressé par Charles d'Hozier *Vol. 15 : Languedoc, deuxième partie [archive] (généralité de Toulouse : Languedoc et Roussillon) page 1480 D'azur, au chevron d'argent accompagné en tête de deux étoiles d'or et en pointe d'un croissant d'argent. D'azur, au chevron d'or accompagné en tête de deux étoiles du mesme et en pointe d'un croissant d'argent. Écartelé : aux 1 et 4 d'azur, à un croissant d'or posé en bande ; aux 2 et 3 échiqueté, d'argent et de sable. |
|       | Famille de Vernhes de Castelmary D'or, à l'arbre de Vergne (aulne) arraché de sinople, au chef de gueules, chargé d'une bande d'argent accompagnée de six besans du même. |
|       | Famille de Vezins alias Vesins De gueules, à trois clefs d'or mises en pal. D'azur, à la fasce d'or, accompagnée de deux étoiles du même, une en chef, une en pointe. D'argent, au calice d'azur. De gueules, à trois clefs mal ordonnées d'argent, les deux de la pointe adossées. |
|       | Famille Veyrac ou de Veyrac D'azur, au chevron d'or accompagné en pointe d'un lion de même, au chef cousu de gueules chargé de trois étoiles d'or.[réf. nécessaire] - Originaire du Velay |
|       | Famille de Vigouroux d'Arvieu D'azur, à une croix [pattée] d'or à huit pointes. |
|       | Famille de Viguier De gueules, à l'aigle éployée d'argent, au chef cousu d'azur, chargé d'un croissant et de deux étoiles du mesme., - Famille éteinte en 1881 |
|       | Famille de Villettes de Pailherols D'azur, au lion d'or. |
|       | Famille de Vissac De gueules, à trois pals d'hermine. - Cri : Vissac ! ; alias : Arlanc ! - Devise : Vissat contra Fatum - Origine : Auvergne. |
|       | Famille de Vissec Écartelé : d'argent et de sable. - Famille noble éteinte. |
|       | Famille de Vissec de Latude Écartelé : aux 1 et 4 échiqueté de seize pièces d'or et de gueules ; aux 2 et 3 contre-écartelé d'or et de gueules ; sur le tout écartelé d'argent et de sable. - Couronne : de marquis après 1667, lettres patentes juin 1663 enregistrées au parlement de Toulouse et en la chambre de la cour des comptes de Montpellier. |
|       | Famille de Volonzac De gueules, à trois tours d'argent posées une et deux ; coupé aussi de gueules, à trois rocs d'échiquier d'or, posés deux et un. |

## Y
- Haut – A
- B
- C
- D
- E
- F
- G
- H
- I
- J
- K
- L
- M
- N
- O
- P
- Q
- R
- S
- T
- U
- V
- W
- X
- Y
- Z

| Image | Nom de la famille et blasonnement et devise |
| ----- | --- |
|       | Famille d'Yzarn De sable, au pairle d'or. |
|       | Famille d'Yzarn de Freissinet de Valady De gueules, à la levrette courant d'argent colletée d'or, au chef cousu d'azur chargé de trois étoiles d'or. - Couronne : de marquis, titre de courtoisie. Titre de courtoisie datant de 1705 pour la famille d'Yzarn de Freissinet titre éteint avec Jacques-Godefroy d'Izarn de Freissinet (1766-1793). |
|       | Famille d'Yzarn de Valady D'azur, à la levrette courant d'argent colletée d'or, au chef d'argent chargé de trois étoiles de gueules. |
|       | Famille d'Yzarn de Méjanel D'argent, à un isard d'azur, au chef du même chargé de trois étoiles d'or. |
|       | Famille d'Yzarn de Villefort D'azur, à la fasce d'argent, accompagnée en chef de deux besants du même, et en pointe d'un croissant d'or. |
|       | Famille d'Yzarn de Villefort-Cornus D'azur, à la fasce d'or, accompagnée en chef de trois besants, et en pointe d'un croissant du même. |